# Circoniscus bezzii
Circoniscus bezzii is een pissebed uit de familie Scleropactidae. De wetenschappelijke naam van de soort is voor het eerst geldig gepubliceerd in 1931 door Arcangeli.